# Eucarta subalpica
Eucarta subalpica är en fjärilsart som beskrevs av Franz Dannehl 1926. Eucarta subalpica ingår i släktet Eucarta och familjen nattflyn. Inga underarter finns listade i Catalogue of Life.